# Daisy Rock
Daisy Rock (Brighton, Inglaterra; 22 de julio de 1977) es una actriz pornográfica, directora, bailarina y modelo erótica retirada británica.

## Biografía
Daisy Rock nació en julio de 1977 en la ciudad inglesa de Brighton, en el condado de Sussex Oriental. Abandonó la escuela y comenzó a trabajar como bailarina en diversos clubs de alterne. Gracias a un amigo, se animó a viajar hasta Los Ángeles (California), para trabajar como bailarina erótica y estríper en el Club Spearmint Rhino.
Después de trabajar como bailarina durante un tiempo, comenzó a realizar vídeos porno amateurs. Esta experiencia, de seis meses, le llevó a conocer, por mediación de un amigo, al fotógrafo erótico Trevor Watson, quien la llamó para unas sesiones y quien la animó a entrar en la industria pornográfica.
Debutó como actriz en 2006, a los 29 años de edad, y trabajó para productoras como Richard Mann Productions, Daring Media, Joy Bear, Platinum X, Naughty America, Paradise Film, Bluebird Films, Pure Play Media, Score o Private Media Group.
En 2007 ganó su primer premio UKAFTA a la Mejor actriz en escena lésbica por Bound Gagged and Shagged. Al año siguiente se alzaría con el premio a la Mejor actriz hardcore.
En 2010 se alzó con el galardón a la Artista femenina del año en los UK Adult Producers Awards.
En 2013 recibió la nominación en los Premios XBIZ en la categoría de Artista femenina extranjera del año.
En 2014 codirigió dos películas porno que también protagonizó: Forensic Filth y Se7en: 30.
Se retiró en 2015, habiendo aparecido en 93 películas, entre producciones originales y compilaciones.
Algunas películas de su filmografía fueron 3s Company, Asscapades 2, British Bang Babes, High Class Hookers, London Sex Project 2, MILF Files 3, Naughty America In the UK, Playing o Rubbercats.

## Premios y nominaciones
| Año  | Ceremonia                 | Resultado | Premio                              | Trabajo                  |
| ---- | ------------------------- | --------- | ----------------------------------- | ------------------------ |
| 2007 | Premios UKAFTA            | Ganadora  | Mejor actriz en escena lésbica      | Bound Gagged and Shagged |
| 2008 | Premios UKAFTA            | Ganadora  | Mejor actriz hardcore               | —                        |
| 2010 | UK Adult Producers Awards | Ganadora  | Mejor artista femenina              | —                        |
| 2013 | Premios XBIZ              | Nominada  | Artista femenina extranjera del año | —                        |
| 2014 | The Fannys                | Nominada  | Kink Performer of the Year          | —                        |